# Mudalakod, Tumkur
Mudalakod là một làng thuộc tehsil Tumkur, huyện Tumkur, bang Karnataka, Ấn Độ.